# Lepanthes herzogii
Lepanthes herzogii är en orkidéart som beskrevs av Carlyle August Luer. Lepanthes herzogii ingår i släktet Lepanthes och familjen orkidéer.
Artens utbredningsområde är Bolivia. Inga underarter finns listade i Catalogue of Life.